# 김희욱
김희욱(1975년 12월 6일 ~ )은 외국계 금융사 출신의 SBS CNBC 전문위원/Research Fellow이다. 현재 리앤제이마커드아시아의 상무이사/Spokesperson 을 겸직하고 있다.

## 주요 경력
- 現 SBS CNBC 전문위원
- 2017년 아시아경제신문 편집국 전문위원
- 2008 ~ 2016년 한국경제TV 보도본부
- 2013년 토러스 투자증권
- 2007년 푸르덴셜 투자증권
- 2005년 CITIBANK
- 2000년 대한민국 국회

## 주요 자격
애널리스트(금융투자분석사), [금투협 2015]

## 학력
- 現 런던정경대(LSE) 국제관계 석박사 통합과정
- 2000년 한국외국어대학교 국제통상학과 졸업(부전공 영어)

## 수상내역
- 《2011 대신증권 해외선물 실전투자대회, 주차별리그 2, 5주차 1위 / 종합 3위》

 *네이버 인물정보(2차출처) https://web.archive.org/web/20180903074233/https://search.naver.com/search.naver?sm=tab_hty.top

## 방송활동
과거
경제전문매체 이데일리 'Strategist(투자전략가)'로 활동하였다.
최근
2008년 6월, 한국경제TV '외신캐스터(Foreign News Caster)'로 자리를 옮긴 후 2010년 '외신전문앵커(Foreign News Editor)'를 거쳐
2012년 7월부로 '전문위원(Research Fellow)'에 임명되었다.
2016년 3월 SBS CNBC로 소속이 바뀌었다.
- 2008년 : 《Dow&Nasdaq(다우앤나스닥)》
- 2009년 : 《외신브리핑)
- 2010년 : 《월가인사이드》
- 2011년 : 《글로벌코리아》
- 2012년 : 《월가프리뷰》
- 2013년 : 《글로벌마켓 NOW》
- 2014년 : 《글로벌이슈 Top 5》[3]
- 2016년 : 《SBS CNBC '경제와이드 모닝벨'》

## 저서
- 《다우&나스닥 제대로 읽는법(김희욱 저, 가디언, 2011.01.12, ISBN 9788996466475)》
- 《2013 대박타임_핵심테마 유망주 대공개(김희욱•한상춘 등 공저, 한국경제TV, 2012.12.10, ISBN 9788947528856》